# ستايسي بيرالتا
ستايسي بيرالتا (بالإنجليزية: Stacy Peralta) (و. 1957  م) هو مخرج أفلام، ومتزلج لوحي، وكاتب، وكاتب سيناريو أمريكي، ولد في فينسيا.

## وصلات خارجية
- ستايسي بيرالتا على موقع IMDb (الإنجليزية)
- ستايسي بيرالتا على موقع ألو سيني (الفرنسية)
- ستايسي بيرالتا على موقع أول موفي (الإنجليزية)
- ستايسي بيرالتا على موقع قاعدة بيانات الأفلام السويدية (السويدية)
- ستايسي بيرالتا على موقع إن إن دي بي (الإنجليزية)
- ستايسي بيرالتا على موقع قاعدة بيانات الفيلم (الإنجليزية)
- ستايسي بيرالتا على موقع كينوبويسك (الروسية)